# الجنادي
إحدى قرى مركز دكرنس في محافظة الدقهلية بجمهورية مصر العربية.
قرية الجنادي سميت باسم الجنادي على اسم جندى تركي استقر في مصر أيام الحرب وعاش في القرية وبعد ذلك سماها على اسمه وكان اسمه في ذلك الوقت الجندي وعاش فيها.لا توجد إحصائية رسمية حسب التصنيف العرقي للسكان في مصر في الوقت الحالي إلا أن الاعتقاد سائد من خلال الدراسة الاجتماعية والعرقية للتكوين السكاني للمجتمع المصري عبر تاريخهم الطويل في هذه المنطقة قرابة 1000 عام، لكن تدُل بعض الإحصائيات المتعلقة بتعداد الاتراك في عهد الدولة المملوكية بلغ من 5الاف إلى 10الاف. و تعداد الأتراك العثمانيين في مصر في عام 1833م كان يتراوح بين عشرة إلي ثلاثين ألفاً.[19]
تتواجد أغلب العائلات المصرية التي لها أصول تركية في مصر في القاهرة والإسكندرية و العريش ومحافظات الدلتا، ومنهم عائلات في الصعيد جاءوا إلى مصر كجنود و ضباط في الكتائب العثمانية التي أرسلت إلى مصر لطرد الفرنسيين من البلاد
تحياتي علاء حامد الجندي